# Segunda guerra de Silesia
La segunda guerra de Silesia (en alemán: Zweiter Schlesischer Krieg) fue una guerra entre Prusia y Austria que duró de 1744 a 1745, y confirmó el control de Prusia sobre la región de Silesia (ahora en el suroeste de Polonia). La guerra se libró principalmente en Silesia, Bohemia y Alta Sajonia, y formó parte de la más amplia guerra de sucesión austríaca. Fue la segunda de las tres guerras de Silesia libradas entre la Prusia de Federico el Grande y María Teresa I de Austria a mediados del siglo XVIII, los cuales finalizaron con el control prusiano de Silesia.
El conflicto ha sido visto como una continuación de la primera guerra de Silesia, que había concluido solo dos años antes. Después de que el Tratado de Berlín puso fin a las hostilidades entre Austria y Prusia en 1742, la fortuna de la monarquía de los Habsburgo mejoró enormemente en la continua guerra de sucesión de Austria. A medida que Austria expandía sus alianzas con el Tratado de Worms de 1743, Prusia entró en una alianza renovada con los enemigos de Austria en la Liga de Frankfurt y se reincorporó a la guerra, con la esperanza de evitar que una Austria resurgente recuperara Silesia.
La guerra comenzó con una invasión prusiana de la Bohemia de los Habsburgo a mediados de 1744 y terminó con una victoria prusiana con el Tratado de Dresde en diciembre de 1745, que confirmó el control prusiano de Silesia. El conflicto continuo sobre Silesia llevaría a Austria y Prusia a una tercera guerra de Silesia una década más tarde. La segunda guerra de Silesia volvió a ser una derrota para la monarquía de los Habsburgo contra una potencia alemana menor, y contribuyó a la rivalidad austroprusiana que dio forma a la política alemana durante más de un siglo.